# 율촌면
율촌면(栗村面)은 대한민국 전라남도 여수시 북부의 면이다. 순천시 해룡면과 만나며 신풍리에 여수공항이 있고, 율촌면과 순천시 해룡면 사이의 동부 해안가에는 율촌산업단지가 있다.

## 연혁
- 선사 시대 : 자세한 기록은 없으나 율촌면 전 지역에 걸쳐 청동기시대 유적인 지석묘가 있어 권력과 재력이 많은 부족이 살았던 것으로 추정하고 있다. 마한시대는 토착농경사회가 형성된 부족국가 시대를 이루고 있었으며 주거는 대개 움막과 수혈식 주거지에서 살았다는 것을 유적을 통해 짐작할 수 있다.
- 백제 근초고왕대 (326 ~ 375년) : 백제에 병합됨
- 538년 (백제 성왕 16년) : 구지하성 관하 삽평군(지금의 순천)의 원촌현(현 여수, 여천)과 돌산현(현 돌산읍)에 속함.
- 757년 (신라 경덕왕 16년) : 구주의 하나인 무주(武州:광주) 총관부 승평군 해읍현(昇平郡 海邑縣)에 속함.
- 940년 (고려 태조 23년) : 여수반도를 여수현이라 칭하고 돌산읍 일대를 돌산현이라 칭한 다음 승평군에 속함
- 1310년 (고려 충선왕 2년) : 승평군 순천도호부로 변경
- 1355년 (고려 공민왕 4년) : 순천도호부로 변경
- 1396년 (조선 태조 5년) : 여수 현감 오흔인(吳欣仁)이 역성 혁명에 불복하고 나라에 세금을 바치지 않으니 여수현을 폐현하고 이웃 순천부에 편입.
- 1423년 (조선 세종 5년) : 진례포 만호진을 폐지하고 내례포 만호진을 설치.
- 1479년 (조선 성종 10년) : 내례포 만호가 혁파되고 전라좌도 수군 절도사영을 설진.
- 1593년 (조선 선조 26년) : 삼도수군 절도사 겸 전라좌수영으로 승격.
- 1725년 (조선 영조 1년) : 전라도 여수도호부 설치.
- 1726년 (조선 영조 2년) : 전라도 여수도호부 폐지.
- 1895년 (조선 고종 32년) : 갑오경장으로 전라좌수영 혁파.
- 1896년 (조선 고종 33년) : 13도로제 개편으로 전라남도 돌산군(흥양, 낙안, 순천 광양등 4개군으로 관내에 있는 52개 섬을 관할구역) 신설.
- 1897년 (광무 원년) : 여수군이 신설될 때 여수면, 덕안면, 삼일면, 율촌면이었으나 곧이어 7개면 (율촌면, 구산면, 덕안면, 화양면, 쌍봉면, 삼동면, 삼북면)으로 개편됨. 이 때 율촌면사무소는 조선조 말 면치소로 산수 신대마을 박태하씨 집터에 있다가 그 다음 여흥리 동교부락 이은석씨 집터로 옮겨졌고 다시 여흥리 신정부락의 주조장옆 서한기씨집터로 옮겨 왔다가 1910년 한일합병과 더불어 조화리 득실마을로 옮겨졌다.
- 1910년 (메이지 23년) : 여수군 7개 면장을 임명하고 조화리 득실부락(조화리 597번지)에 면사무소 설치.
- 1914년 (다이쇼 3년) : 부군면 통폐합으로 돌산군을 폐지하고 여수군이 율촌, 여수, 소라, 삼일, 쌍봉, 화양, 돌산, 남면, 화정, 삼산 등 10면을 관할함. 이 때 구산면에 속한 20개 리 중 17개리(신풍, 중흥, 우산, 산곡, 덕산, 학서, 구암, 신산, 율현, 노촌, 후산, 내동, 취적, 봉정, 수문, 내리, 외진)을 율촌면과 합병함. 남은 3개리(마전, 노촌, 장전)는 소라면으로 합병.
- 1935년 (쇼와 10년) : 현 여흥2구 신정부락(여흥리 211-1)에 면사무소가 신축 이전
- 1949년 8월 15일 : 여수읍이 여수시로 승격되고 여수군 잔여 지역을 여천군으로 개칭하여 9개면을 관할하게 되면서 여천군 율촌면이 됨.
- 1973년 7월 1일 : 광양군 골약면 송도, 장도가 율촌면으로 편입. 당시 송장리는 144가구 864명이 거주하였고 원래 송장리는 돌산군 관할이었는데 돌산군이 폐지되면서 광양군으로 편입되었다가 59년만에 다시 율촌면에 편입된 것이다.
- 1987년 1월 1일 : 행정구역 개편에 따라 율촌면 상여리(상려리)가 상봉리로, 송장리가 여동리로 법정리 명칭 변경.
- 1998년 4월 1일 : 법률 제5457호(1997. 12.17)의 전라남도 여수시 도농통합형태의 시 설치등에 관한 법률에 의거 삼려통합 여수시 출범 (1읍 6면 21행정동 191리 51 법정동)으로 여수시 율촌면이 됨.
- 2001년 12월 29일 : 여수시 조례 제343호에 의거 통반 및 행정리 명칭변경에 의거 기존 37개리에서 36개리로 변경. (기존 신풍2구,구암,학서,장도리 폐지. 구암1구,구암2구,월산3구 신설)

## 행정 구역
| 법정리 | 한자명 | 행정리                                      | 비고            |
| ------ | ------ | ------------------------------------------- | --------------- |
| 가장리 | 佳長里 | 가장, 난화, 중산, 연화                      |                 |
| 반월리 | 半月里 | 반월, 삼산                                  |                 |
| 봉전리 | 鳳田里 | 봉전, 광암                                  |                 |
| 산수리 | 山水里 | 산수1, 산수2, 봉두                          |                 |
| 상봉리 | 上鳳里 | 상봉1, 상봉2                                |                 |
| 신풍리 | 新豊里 | 신풍1, 구암1, 구암2, 신흥, 덕산, 애양, 도성 |                 |
| 여동리 | 麗東里 | 송도                                        |                 |
| 월산리 | 月山里 | 청산1, 청산2, 월산1, 월산2, 월산3, 월산4    |                 |
| 조화리 | 稠禾里 | 조화, 여흥1, 여흥2, 여흥3, 여흥4            | 면사무소 소재지 |
| 취적리 | 吹笛里 | 취적1, 취적2, 신산1, 신산2, 신산3           |                 |